# 特拉维夫港
32°5′47.34″N 34°46′23.71″E / 32.0964833°N 34.7732528°E

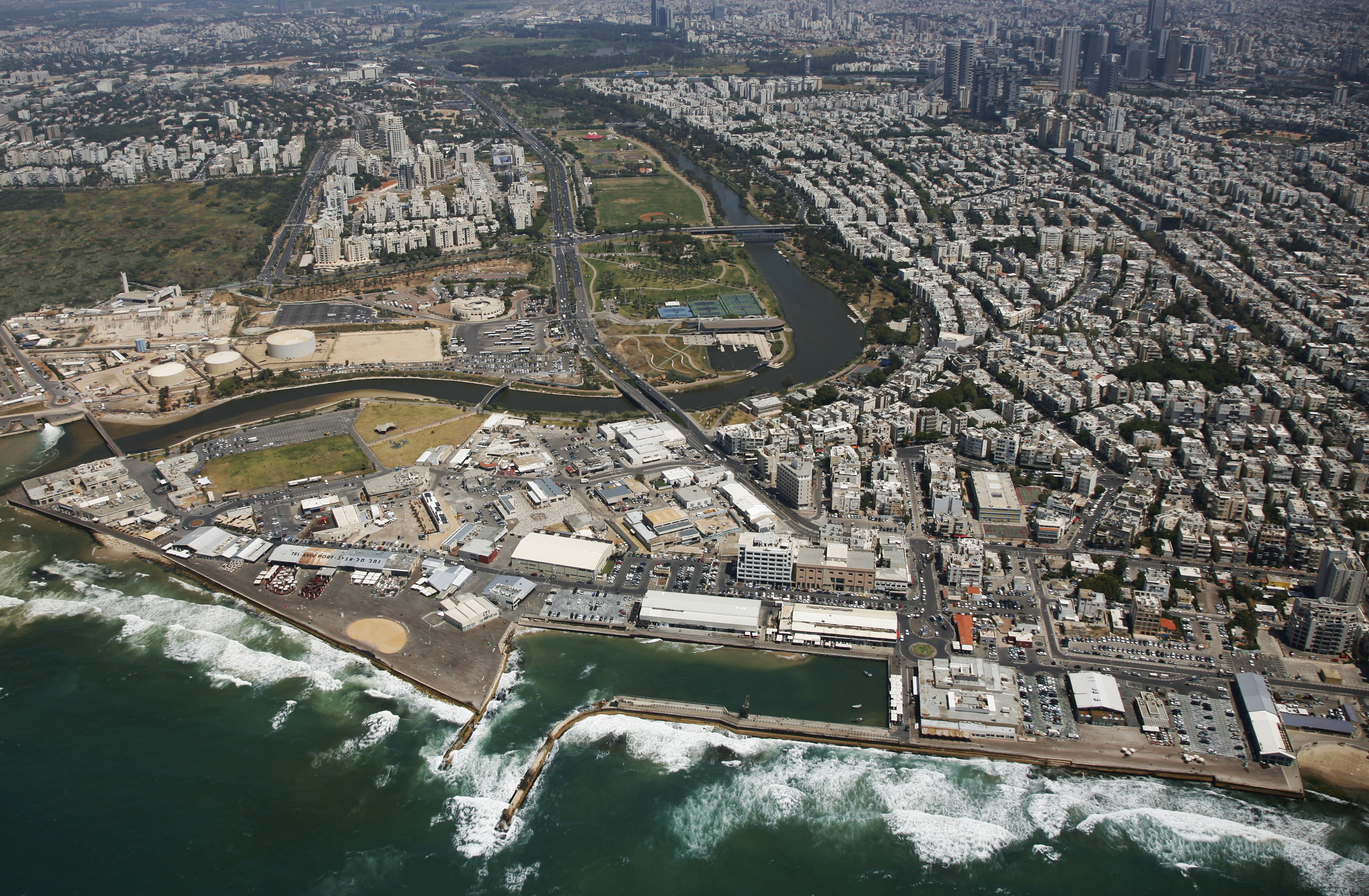

特拉维夫港是以色列特拉维夫西北部的一個港口。亚尔孔河口的旁边。港口在1938年啟用，到1965年關閉，由阿什杜德港代替。特拉维夫港成为一个仓库区。在2000年，它被重建，成为了商业和娱乐区。特拉維夫港在2010年獲得了Rosa Barba歐洲景觀獎。 

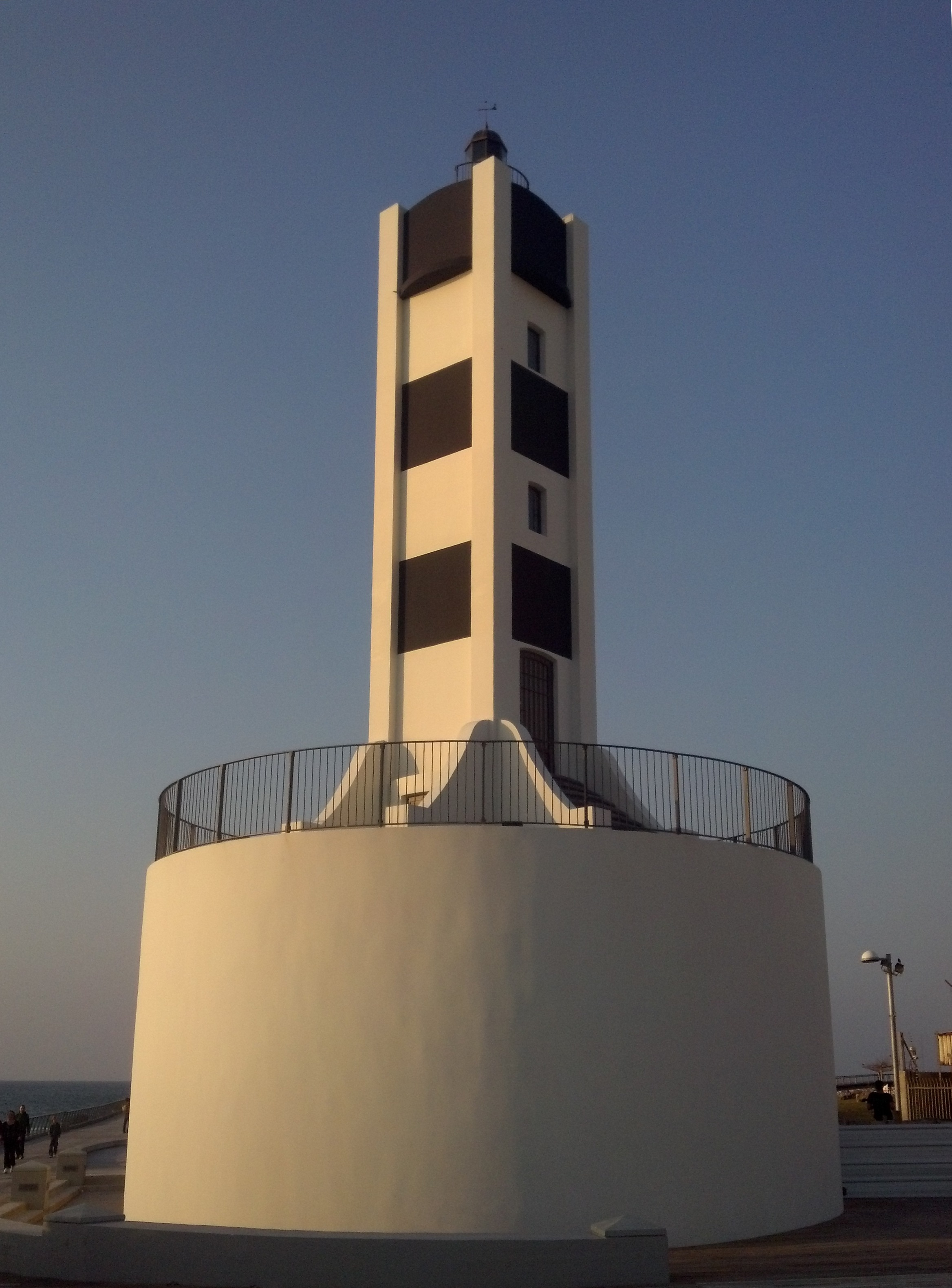
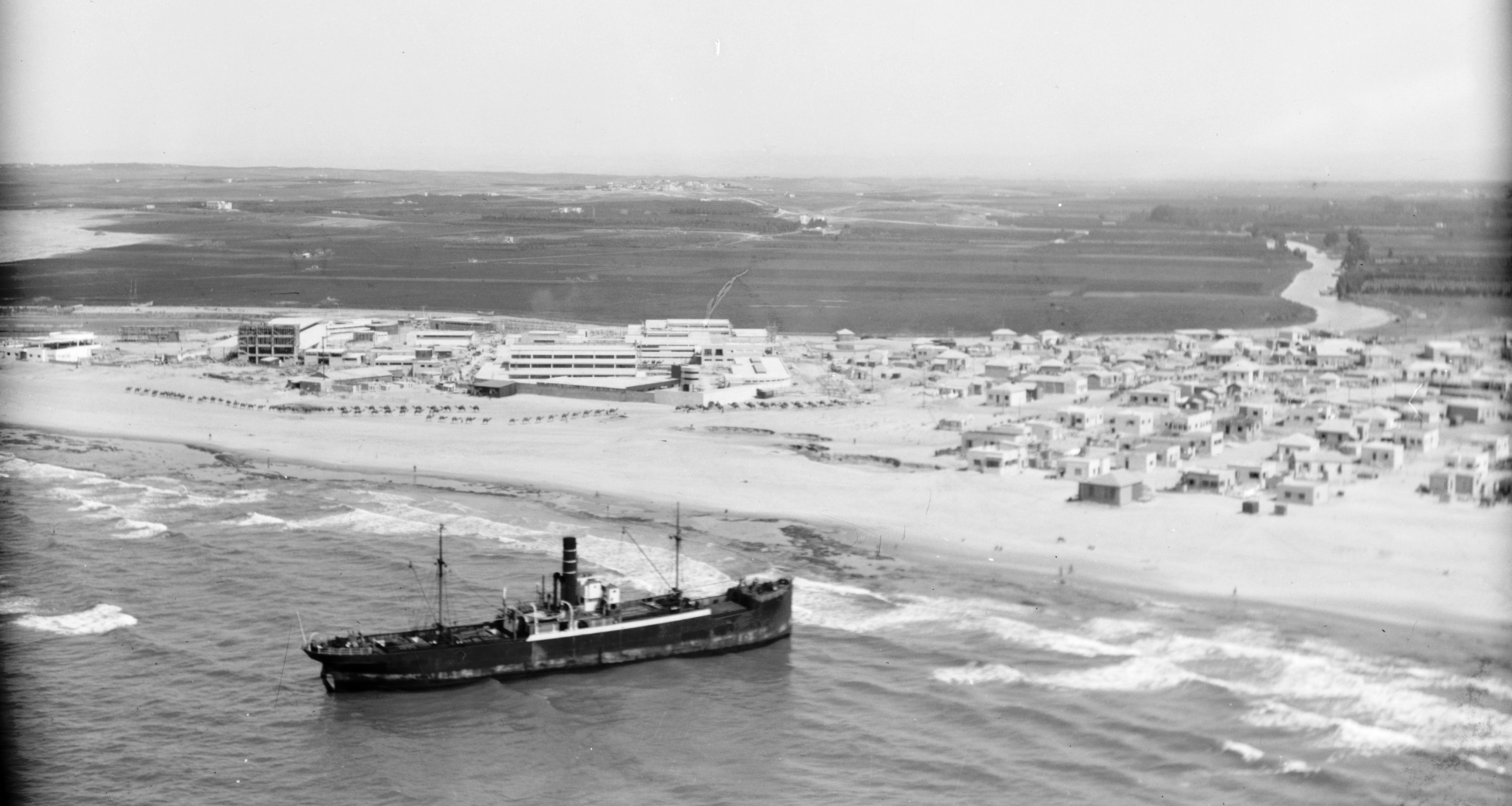
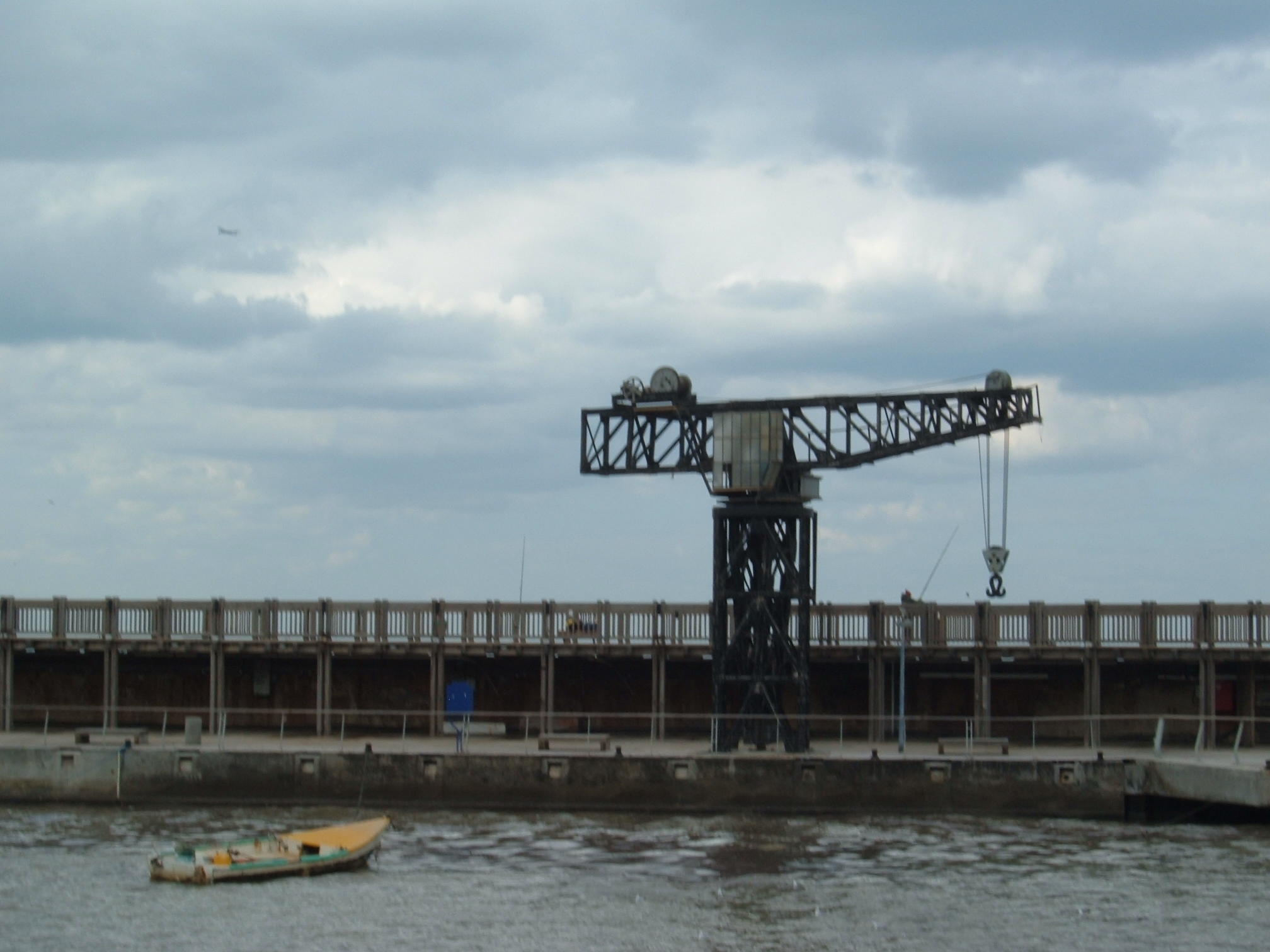
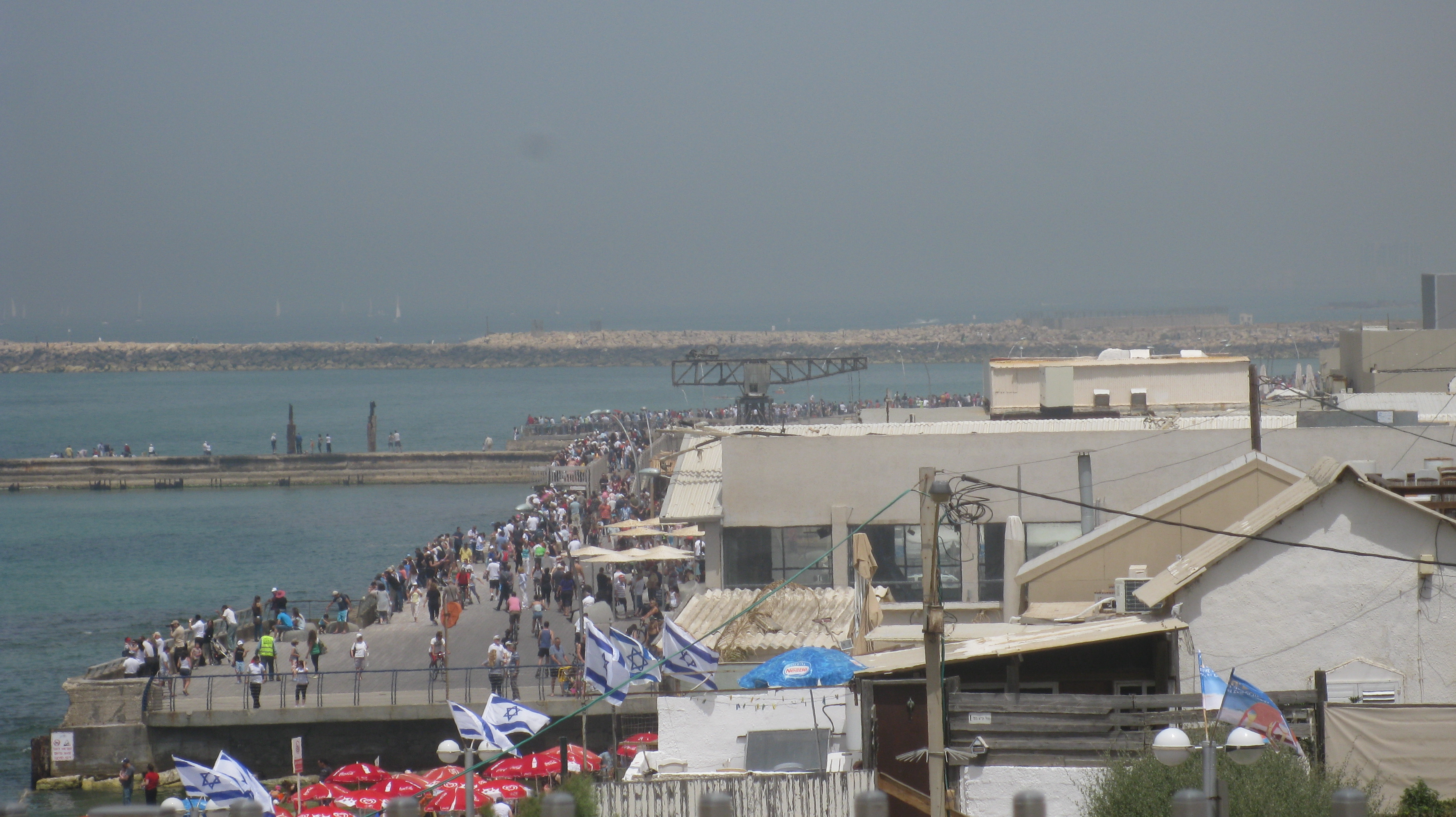
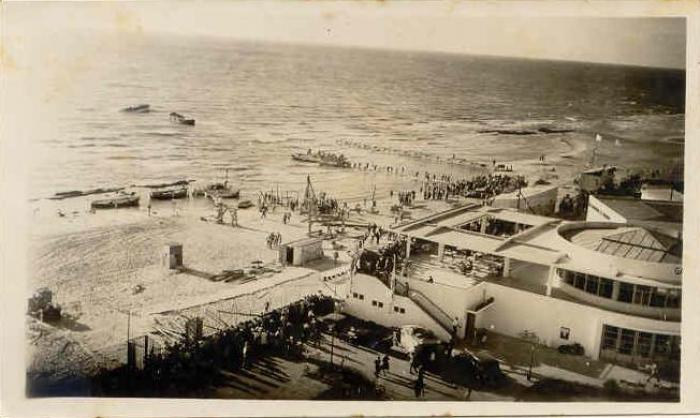

## 外部連結
- Tel Aviv Port website